# Џон Еверет Миле
Сер Џон Еверет Миле (енгл. Sir John Everett Millais, IPA:  ; Саутхемптон, 1829 – Лондон, 1896) је био енглески сликар, саоснивач прерафаелита.
Након двогодишњег образовања у уметничкој школи, са једанаест година је примљен на Royal Academy School у Лондону. Године 1848. основао је, заједно са Дантеом Габријелом Росетијем и Вилијамом Холманом Хантом, Прерафаелитско братство. Теорију ове уметничке групе конкретизовао је на сликама као што је Христ у кући својих родитеља (1849/50), која је због наглашено реалистичког у религиозној тематици изазвала скандал. Након разилажења са прерафаелитима посветио се сликању народних мотива са наглашеном осећајношћу (нпр Моја прва проповед, 1863).